# العلاقات الفيجية الكيريباتية
العلاقات الفيجية الكيريباتية هي العلاقات الثنائية التي تجمع بين فيجي وكيريباتي.

## مقارنة بين البلدين
هذه مقارنة عامة ومرجعية للدولتين:
| وجه المقارنة                                              | فيجي                                                                 | كيريباتي                        |
| --------------------------------------------------------- | -------------------------------------------------------------------- | ------------------------------- |
| المساحة (كم2)                                             | 18.27 ألف                                                            | 811                             |
| عدد السكان (نسمة)                                         | 915.30 ألف                                                           | 116.40 ألف                      |
| الكثافة السكانية (ن./كم²)                                 | 50.1                                                                 | 14.35 ألف                       |
| العاصمة                                                   | سوفا                                                                 | جنوب تاراوا                     |
| اللغة الرسمية                                             | لغة إنجليزية، اللغة الفيجية، اللغة الفيجي الهندية، اللغة الهندستانية | لغة إنجليزية، اللغة الكيريباتية |
| العملة                                                    | دولار فيجي                                                           | دولار كريباتي، دولار أسترالي    |
| الناتج المحلي الإجمالي (بليون دولار)                      | 5.06 مليار                                                           | 196.15 مليون                    |
| الناتج المحلي الإجمالي (تعادل القوة الشرائية) بليون دولار | 8.32 مليار                                                           | 224.26 مليون                    |
| الناتج المحلي الإجمالي الاسمي للفرد دولار أمريكي          | 4.96 ألف                                                             | 1.42 ألف                        |
| الناتج المحلي الإجمالي للفرد دولار أمريكي                 | 8.79 ألف                                                             | 1.81 ألف                        |
| مؤشر التنمية البشرية                                      | 0.727                                                                | 0.590                           |
| رمز المكالمات الدولي                                      | +679                                                                 | +686                            |
| رمز الإنترنت                                              | .fj                                                                  | .ki                             |
| المنطقة الزمنية                                           | ت ع م+12:00                                                          |                                 |

## منظمات دولية مشتركة
يشترك البلدان في عضوية مجموعة من المنظمات الدولية، منها:
| علم المنظمة | اسم المنظمة                                 | تاريخ انضمام فيجي | تاريخ انضمام كيريباتي |
| ----------- | ------------------------------------------- | ----------------- | --------------------- |
|             | تحالف الدول الجزرية الصغيرة                 | ?                 | ?                     |
|             | الاتحاد البريدي العالمي                     | ?                 | ?                     |
|             | بنك التنمية الآسيوي                         | 1970              | 1974                  |
|             | يونسكو                                      | 14 يوليو 1983     | 24 أكتوبر 1989        |
|             | البنك الدولي للإنشاء والتعمير               | 28 مايو 1971      | 29 سبتمبر 1986        |
|             | الاتحاد الدولي للاتصالات                    | 5 مايو 1971       | 3 نوفمبر 1986         |
|             | مؤسسة التمويل الدولية                       | 12 يوليو 1979     | 2 أكتوبر 1986         |
|             | مؤسسة التنمية الدولية                       | 29 سبتمبر 1972    | 2 أكتوبر 1986         |
|             | الأمم المتحدة                               | 13 أكتوبر 1970    | 14 سبتمبر 1999        |
|             | مجموعة دول أفريقيا والكاريبي والمحيط الهادئ | ?                 | ?                     |
|             | منظمة حظر الأسلحة الكيميائية                | ?                 | ?                     |

## وصلات خارجية
- موقع وزارة الخارجية الفيجية